# Adam Ginning
Per Adam Erik Ginning, född 13 januari 2000 i Linköping, är en svensk professionell ishockeyspelare som spelar för Philadelphia Flyers i NHL. Ginning debuterade med Linköpings seniorlag i SHL under säsongen 2016/17. Samma säsong tog han ett SM-brons med klubbens J18-lag. Efter fyra säsonger i Linköpings A-lag, värvades han i maj 2020 av Färjestad BK som han säsongen 2021/22 vann SM-guld med.
Vid NHL-draften 2018 valdes Ginning av Philadelphia Flyers i den andra rundan, som 50:e spelare totalt. Efter att ha skrivit ett tvåårsavtal med klubben i maj 2022 tillbringade han säsongen 2022/23 i Nordamerika, främst med klubbens farmarlag Lehigh Valley Phantoms i AHL. Under säsongens gång gjorde han också NHL-debut.
Ginning debuterade i det svenska landslaget under april 2018. Sedan tidigare har han spelat två JVM, där han tog ett brons 2020, samt två U18-VM, där han tog ett brons 2018.

## Karriär

### Klubblag

#### 2014–2022: Linköping HC och Färjestad BK
Ginning påbörjade sin hockeykarriär med moderklubben Linköping HC. Säsongen 2014/15 var han den back som gjorde flest assist i U16 Elits södra grupp (11 assist på 24 matcher och totalt 18 poäng). Den efterföljande säsongen debuterade Ginning i Linköpings J18-lag. Han blev också uttagen att spela TV-pucken samma säsong, där han som Östergötlands lagkapten vann backarnas poäng- och assistliga med elva poäng på lika många matcher (två mål, nio assist). Säsongen 2016/17 gjorde Ginning debut med Linköpings seniorlag i SHL. Han fick speltid med laget för första gången den 7 januari 2017 i en match mot Luleå HF. Den 28 februari samma år gjorde han sin första poäng i SHL då han assisterade till ett av målen i en match mot Frölunda HC. I grundserien spelade han totalt tolv SHL-matcher och noterades för två assistpoäng. Under säsongen kombinerade han spel i A-laget med spel både i Linköpings J20- och J18-lag. Med Linköping J18 tog han ett SM-brons. I början av april 2017 meddelades det att Ginning skrivit på ett tvåårsavtal med Linköping.
Under säsongen 2017/18 kombinerade Ginning spel med Linköping J20 och spel i SHL. Han gjorde sitt första SHL-mål, på David Rautio, den 8 mars 2018 då Linköping besegrade Brynäs IF med 1–5. Totalt spelade han 28 grundseriematcher och noterades för ett mål och en assistpoäng. I det efterföljande SM-slutspelet slog Linköping ut HV71 i play-in, men slogs sedan ut i kvartsfinalserien av Djurgårdens IF med 4–1 i matcher. Ginning spelade samtliga av dessa matcher och stod för en assistpoäng. Den 23 juli valdes Ginning i den andra rundan i NHL-draften 2018 som 50:e spelare totalt, av Philadelphia Flyers. Ginning gjorde sin första hela säsong i SHL 2018/19. Han missade endast fyra matcher av grundserien då han blev uttagen att spela JVM. Totalt noterades han för fem poäng på 48 grundseriematcher. Då Linköping misslyckats att ta sig till SM-slutspel, avslutade Ginning säsongen med klubbens J20-lag med vilka han tog ett SM-silver. Den 12 april 2019 meddelades det att Ginning förlängt sitt avtal med Linköping med ytterligare en säsong.
Efter att ha inlett säsongen 2019/20 med Linköping i SHL, meddelades det den 24 oktober 2019 att Ginning lånats ut till HC Vita Hästen i Hockeyallsvenskan. Dagen därpå gjorde han debut i Hockeyallsvenskan i en 5–4-förlust mot Almtuna IS. Totalt spelade han 17 matcher för klubben och noterades för fyra assistpoäng innan han i början av januari 2020 kallades tillbaka till Linköping.
Den 6 maj 2020 bekräftades det att Ginning skrivit ett ettårsavtal med Färjestad BK. Den följande säsongen blev hans poängmässigt bästa dittills i SHL då han på 50 grundseriematcher noterades för tolv poäng, varav tre mål. I det efterföljande SM-slutspelet slogs Färjestad ut i kvartsfinalserien av Växjö Lakers HC med 4–0 i matcher. Dessförinnan, den 5 februari 2021, förlängde han sitt avtal med Färjestad med en säsong. Säsongen 2021/22 missade Ginning endast en match av grundseriespelet. På 51 matcher noterades han för ett mål och fyra assistpoäng. Färjestad, som slutade på sjätte plats i grundserietabellen, tog sig till SM-final efter att ha slagit ut Skellefteå AIK och Rögle BK (båda med 4–2 i matcher). I finalserien ställdes man mot Luleå HF, som man besegrade med 4–3 i matcher. På 18 slutspelsmatcher stod Ginning för tre mål och två assist.

#### Från 2022: Spel i Nordamerika
Den 17 maj 2022 bekräftades det att Ginning skrivit ett tvåårsavtal med Philadelphia Flyers i NHL. I början av oktober 2022 bekräftade Flyers att man skickat Ginning till klubbens farmarlag Lehigh Valley Phantoms i AHL, där han sedan tillbringade större delen av säsongen. Den 15 oktober samma år gjorde han debut i AHL i en 3–2-seger mot Wilkes-Barre/Scranton Penguins. Den 16 december 2022 gjorde han sitt första mål i AHL, på Keith Kinkaid, i en 5–4-seger mot Providence Bruins. I slutet av grundserien blev Ginning uppkallad till Flyers och gjorde därefter NHL-debut den 11 april 2023. Han blev sedan tillbakaskickad till AHL där han spelade 68 grundseriematcher för Phantoms och noterades för 19 poäng, varav tre mål. I Calder Cup-slutspelet slogs laget ut i den första rundan av Charlotte Checkers med 2–1 i matcher.
Ginning inledde sin andra säsong i Nordamerika med spel för Phantoms i AHL. Totalt spelade han 58 grundseriematcher och noterades för 13 poäng, varav två mål. I mars 2024 blev han uppkallad till Flyers för spel i NHL. Totalt spelade han nio NHL-matcher där han i den sista av dessa, den 6 april, noterades för sitt första NHL-mål, på Jet Greaves, i en 2–6-förlust mot Columbus Blue Jackets. Han återvände därefter till Phantoms och spelade i Calder Cup-slutspelet. Laget slog ut Wilkes-Barre/Scranton Penguins i den första omgången innan man besegrades av Hershey Bears med 3–1 i åttondelsfinalserien. På sex slutspelsmatcher noterades Ginning för en assistpoäng.
Den 17 juni 2024 bekräftades det att Ginning skrivit ett nytt tvåårsavtal med Flyers. Det första av dessa två år innebar ett tvåvägsavtal medan år två enbart är för spel i NHL. Ginning tillbringade större delen av säsongen med Phantoms i AHL där han på 69 grundseriematcher noterades för 17 poäng, varav två mål. I januari 2025 blev han uppkallad till Flyers där han spelade sin enda NHL-match för säsongen. I Calder Cup-slutspelet slogs Phantoms ut i åttondelsfinal av Hershey Bears med 3–2 i matcher.

### Landslag

#### 2017–2020: Ungdoms- och juniorlandslag
I slutet av mars blev Ginning uttagen att spela U18-VM i Slovakien i april. Sverige slutade trea i gruppspelsrundan och ställdes mot Kanada i kvartsfinal, vilken man vann med 7–3. I semifinal föll man mot USA sedan USA avgjort matchen med 21 sekunder kvar av förlängningen, och även i den efterföljande bronsmatchen förlorade Sverige, mot Ryssland, med 0–3. På sju spelade matcher stod Ginning för en assistpoäng. Året därpå spelade Ginning sitt andra U18-VM, som denna gång avgjordes i Ryssland. Ginning utsågs till Sveriges lagkapten, och i turneringens första match drog han på sig ett matchstraff. Laget tog sig till slutspel och slog ut Slovakien i kvartsfinal (6–1). I semifinal föll man dock mot Finland (2–0), men lyckades sedan bärga bronset efter att ha besegrat Tjeckien i matchen om tredjepris (5–2). På sju matcher noterades Ginning för fyra poäng (ett mål, tre assist).
Den 5 december 2018 blev Ginning att representera Sverige vid JVM i Kanada 2019. Genom gruppspelet var Sverige obesegrade då man vunnit samtliga av sina fyra matcher. Ginning missade den sista matchen i gruppspelet, mot Kazakstan, då han drabbats av magsjuka. Han var dock tillbaka i laget till den efterföljande kvartsfinalen mot Schweiz, som Sverige förlorade med 2–0. På fyra spelade matcher gick Ginning poänglös ur turneringen. Han medverkade sedan också vid JVM i Tjeckien 2020 där han utsågs till Sveriges lagkapten. Likt föregående säsong gick Sverige obesegrat genom gruppspelet. Man föll sedan i semifinal mot Ryssland, men vann den efterföljande bronsmatchen mot Finland med 3–2. På sju matcher stod Ginning för tre assistpoäng.

#### 2018: A-landslaget
I början av april 2018 blev Ginning uttagen att spela träningslandskamper för Tre Kronor inför VM 2018. Han gjorde A-landslagsdebut den 5 april i en match mot Schweiz, som Sverige vann med 6–3.

## Statistik

### Klubblag
| 2016–17                  | Linköping HC             | SHL                      | 12  | 0 | 2  | 2  | 6   | 1  | 0 | 0 | 0 | 0  |
| 2017–18                  | Linköping HC             | SHL                      | 28  | 1 | 1  | 2  | 10  | 7  | 0 | 1 | 1 | 2  |
| 2018–19                  | Linköping HC             | SHL                      | 48  | 1 | 4  | 5  | 49  | —  | — | — | — | —  |
| 2019–20                  | Linköping HC             | SHL                      | 27  | 2 | 1  | 3  | 35  | —  | — | — | — | —  |
| 2019–20                  | HC Vita Hästen           | HA                       | 17  | 0 | 4  | 4  | 44  | —  | — | — | — | —  |
| 2020–21                  | Färjestad BK             | SHL                      | 50  | 3 | 9  | 12 | 53  | 6  | 0 | 0 | 0 | 6  |
| 2021–22                  | Färjestad BK             | SHL                      | 51  | 1 | 4  | 5  | 42  | 18 | 3 | 2 | 5 | 0  |
| 2022–23                  | Lehigh Valley Phantoms   | AHL                      | 68  | 3 | 16 | 19 | 63  | 3  | 0 | 0 | 0 | 0  |
| 2022–23                  | Philadelphia Flyers      | NHL                      | 1   | 0 | 0  | 0  | 0   | —  | — | — | — | —  |
| 2023–24                  | Lehigh Valley Phantoms   | AHL                      | 58  | 2 | 13 | 15 | 82  | 6  | 0 | 1 | 1 | 6  |
| 2023–24                  | Philadelphia Flyers      | NHL                      | 9   | 1 | 0  | 1  | 0   | —  | — | — | — | —  |
| 2024–25                  | Lehigh Valley Phantoms   | AHL                      | 69  | 2 | 15 | 17 | 71  | 7  | 0 | 3 | 3 | 8  |
| 2024–25                  | Philadelphia Flyers      | NHL                      | 1   | 0 | 0  | 0  | 0   | —  | — | — | — | —  |
| SHL totalt               | SHL totalt               | SHL totalt               | 216 | 8 | 21 | 29 | 195 | 33 | 3 | 3 | 6 | 8  |
| AHL totalt               | AHL totalt               | AHL totalt               | 195 | 7 | 44 | 51 | 216 | 16 | 0 | 4 | 4 | 14 |
| Hockeyallsvenskan totalt | Hockeyallsvenskan totalt | Hockeyallsvenskan totalt | 17  | 0 | 4  | 4  | 44  | —  | — | — | — | —  |
| NHL totalt               | NHL totalt               | NHL totalt               | 10  | 1 | 0  | 1  | 0   | —  | — | — | — | —  |

### Internationellt
| År            | Lag           | Turnering     | Matcher | Mål | Assists | Poäng | Utv. |
| ------------- | ------------- | ------------- | ------- | --- | ------- | ----- | ---- |
| 2017          | Sverige       | U18-VM        | 7       | 0   | 1       | 1     | 8    |
| 2018          | Sverige       | U18-VM        | 7       | 1   | 3       | 4     | 18   |
| 2019          | Sverige       | JVM           | 4       | 0   | 0       | 0     | 2    |
| 2020          | Sverige       | JVM           | 7       | 0   | 3       | 3     | 16   |
| Junior totalt | Junior totalt | Junior totalt | 25      | 1   | 7       | 8     | 44   |